# ツイストで踊りあかそう
「ツイストで踊りあかそう」（原題：Twistin' the Night Away）は、アメリカ合衆国の歌手サム・クックが1962年に発表した楽曲。作詞・作曲もクック自身により、ニューヨークのペパーミント・ラウンジでダンスを楽しむ人々の姿をテレビで見て、そこからインスピレーションを得て作られた曲である。
アメリカのBillboard Hot 100では9位に達し、『ビルボード』のR&Bシングル・チャートでは自身3度目の1位獲得を果たした。全英シングルチャートでは6位に達し、自身3度目の全英トップ10入りを果たした。

## 他メディアでの使用例
「ツイストで踊りあかそう」は、『アニマル・ハウス』（1978年）、『グリーン・ホーネット』（2011年）といった映画のサウンドトラックで使用された。また、1987年の映画『インナースペース』のサウンドトラックでは、サム・クックによるオリジナル・ヴァージョンに加えて、ロッド・スチュワートによる同曲のカヴァーも使用された。

## カヴァー

### ロッド・スチュワートによるカヴァー
ロッド・スチュワートは、1972年のアルバム『ネヴァー・ア・ダル・モーメント』に、この曲のカヴァーを収録。アメリカではシングル・カットされて、Billboard Hot 100で59位に達した。
また、スチュワートは1987年の映画『インナースペース』のサウンドトラックのために、ブルース・ロブとディー・ロブを共同プロデューサーに迎えて「トゥイスティン・ザ・ナイト・アウェイ」を再レコーディングした。このヴァージョンは、ゲフィン・レコードからジェリー・ゴールドスミスが作曲した「Let's Get Small」とのスプリット・シングルとしてリリースされ、Billboard Hot 100で80位を記録した。

### ディヴァインによるカヴァー
アメリカ人俳優のディヴァインは、1985年に「トゥイスティン・ザ・ナイト・アウェイ」のカヴァーをシングルとして発表し、3週にわたり全英シングルチャート入りして最高47位を記録した。ディヴァインが1988年に発表したアルバム『メイド・イン・イングランド』には、この曲のリミックス・ヴァージョンが収録されている。

### その他のカヴァー
- マーヴェレッツ - アルバム『The Marvelettes Sing』（1962年）に収録[13]。
- クラレンス・クレモンズ - アルバム『ア・ナイト・ウィズ・ミスターC』（1989年）に収録[14]。
- トータス松本 - サム・クックのアルバム『ツイストで踊りあかそう』を完全再現したカヴァー・アルバム『TWISTIN' THE NIGHT AWAY』（2012年）に収録[15]。